# Frontera Corozal
Frontera Corozal is een plaats in de Mexicaanse deelstaat Chiapas. De plaats ligt in de gemeente Ocosingo en heette in het verleden Frontera Echeverría.
Frontera Corozal ligt aan de Usumacinta, die de grens met Guatemala vormt. Aan de overzijde van de rivier ligt het Guatemalteekse plaatsje La Técnica. Frontera Corozal is verder vooral bekend als uitvalsbasis voor de Mayasteden Yaxchilán, Toniná en Bonampak. Het grootste deel van de bevolking bestaat uit Ch'ol-indianen.